# Silver Lake (Los Angeles)

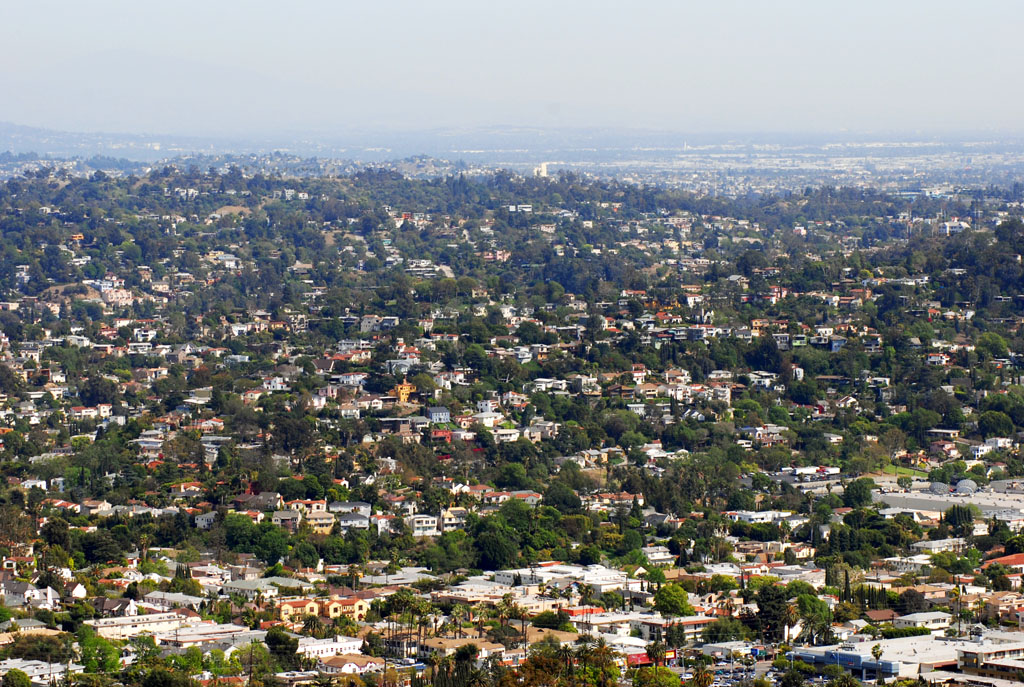
Luftbild von Silver Lake.

Silver Lake ist ein Stadtteil der US-amerikanischen Großstadt Los Angeles. Der Name leitet sich von dem lokalen Politiker Herman Silver her. Silver Lake liegt unmittelbar östlich vom Griffith Park. Das Viertel gilt als attraktiv für Kreative und als hip.

## Lage und Geologie

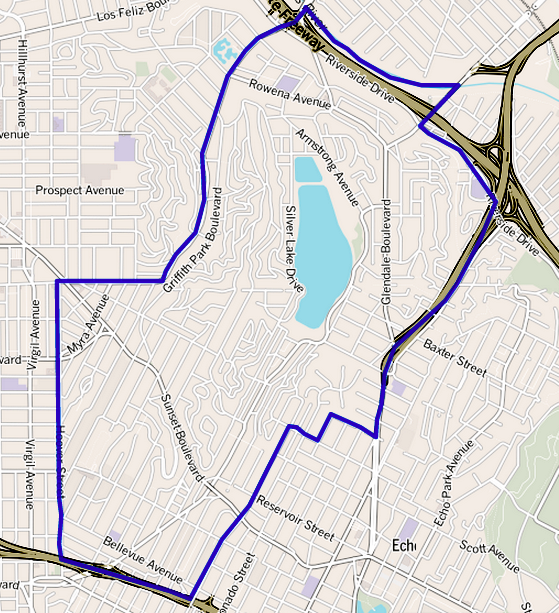
Lage von Silver Lake laut der Los Angeles Times.

Silver Lake liegt etwa fünf Meilen (etwa 8 Kilometer) nordwestlich von Downtown Los Angeles. Es grenzt unmittelbar an Atwater Village, East Hollywood, Echo Park, Elysian Valley, Glassell Park, Griffith Park, Koreatown, Los Feliz und Westlake und gehört zu der Region Central Los Angeles. Im Norden wird Silver Lake begrenzt durch den Los Angeles River und im Süden reicht es bis an den Hollywood Freeway.
Silver Lake wie auch das benachbarte Elysian Valley liegt auf im Jura gebildetem Grundgestein aus Granit. Hierüber lagern aus Sandstein und Schiefer während des Tertiär gebildete und später aufgefaltete Schichten der Topanga-Formation aus dem mittleren Miozän und der Modelo-Formation aus dem oberen Miozän. Aus der Zeit zwischen oberen Miozän und oberen Pleistozän finden sich keine Gesteine in dem Gebiet. Während des oberen Pleistozän kam es im nördlichen Bereichen zu Ablagerungen von Schwemmböden, die aber teilweise wieder erodiert sind. Diese Alluvialböden sind aus Granit und dem tertiären Gestein gebildet. Durch die Gegend von Silver Lake führt das Elysian-Park-Antiklinorium und die Elysian-Park-Verwerfung (Elysian Park Fault), die allerdings nicht sehr aktiv zu sein scheint.

## Bevölkerung
Laut der Volkszählung von 2000 lebten 30.972 Personen in Silver Lake. Nach Schätzungen des Stadtplanungsbüros lebten in dem Stadtteil 2008 32.890 Menschen. Die größte ethnische Gruppe sind Latinos (41,8 %), gefolgt von Weißen (34 %) and Asiaten (18 %). Der Anteil an aus Asien stammenden Personen gilt dabei als vergleichsweise groß. 41 % der Einwohner wurden nicht in den Vereinigten Staaten geboren. 64,3 % der Haushalte leben in Mieträumen.
In Silver Lake siedelten sich Filmschaffende an, nachdem sich etliche Filmstudios hier angesiedelt hatten. Das Viertel zog auch weitere kreative Menschen wie etwa Anaïs Nin, Raymond Chandler oder Woody Guthrie an, die hier eine Zeit lang lebten. Es war auch attraktiv für die Schwulen- und Lesbenszene. Silver Lake ist heute einer zunehmenden Gentrifizierung ausgesetzt und gilt als hip.

## Geschichte
Das Gebiet von Silver Lake war ursprünglich bekannt als Ivanhoe, benannt nach dem Roman Ivanhoe von Walter Scott. Grund war, dass der Schotte Hugo Reid, der Gebiete hier erschloss, sich an die Hügel seiner Heimat erinnert fühlte. Aus dieser Zeit haben noch einige Straßen in Silver Lake schottische Namen, oder Namen von Figuren aus dem Roman Ivanhoe. Ab 1904 wurde das Gebiet an das Bahnsystem der Electric Pacific Railroad angebunden. An die Anbindung an das Schienennetz erinnert heute ein als "Silver Lake's Stonehenge" bekanntes Gebiet. Es handelt sich um die Überreste der Gründung einer Eisenbahnbrücke.

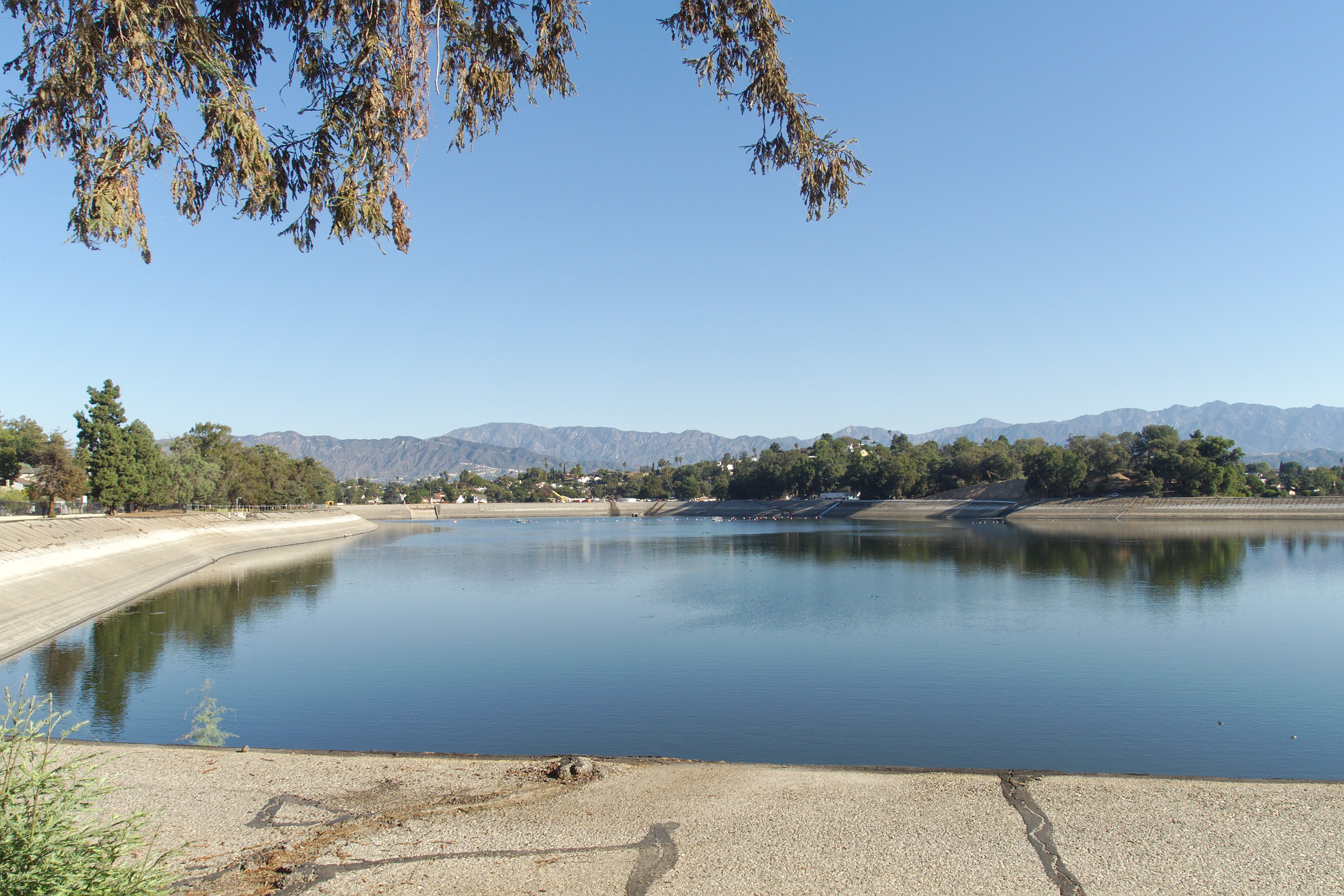
Das Silver Lake Reservoir.

1907 errichtete William Mulholland einen Staudamm, um ein Wasserreservoir zur Versorgung des wachsenden Los Angeles zu errichten. Der Damm war im November 1907 vollendet. Das Wasser füllte den niedrigeren Teils des Ivanhoe Canyon bis zum März 1908 und bildete einen Stausee, der zu Ehren des Wasserkommissars der Stadt, Herman Silver, Silver Lake getauft wurde.
Ab 1910 zogen Filmstudios in den als Edendale bekannten Teil des heutigen Silver Lake. Das heute bekannteste dieser Filmstudios war das von Roy und Walt Disney gegründete Studio, dass 1923 nach Silverlake zog. Hier wurden Trickfilmfiguren wie Micky Maus entwickelt. 1937 zogen die Disney Studios allerdings nach Burbank.

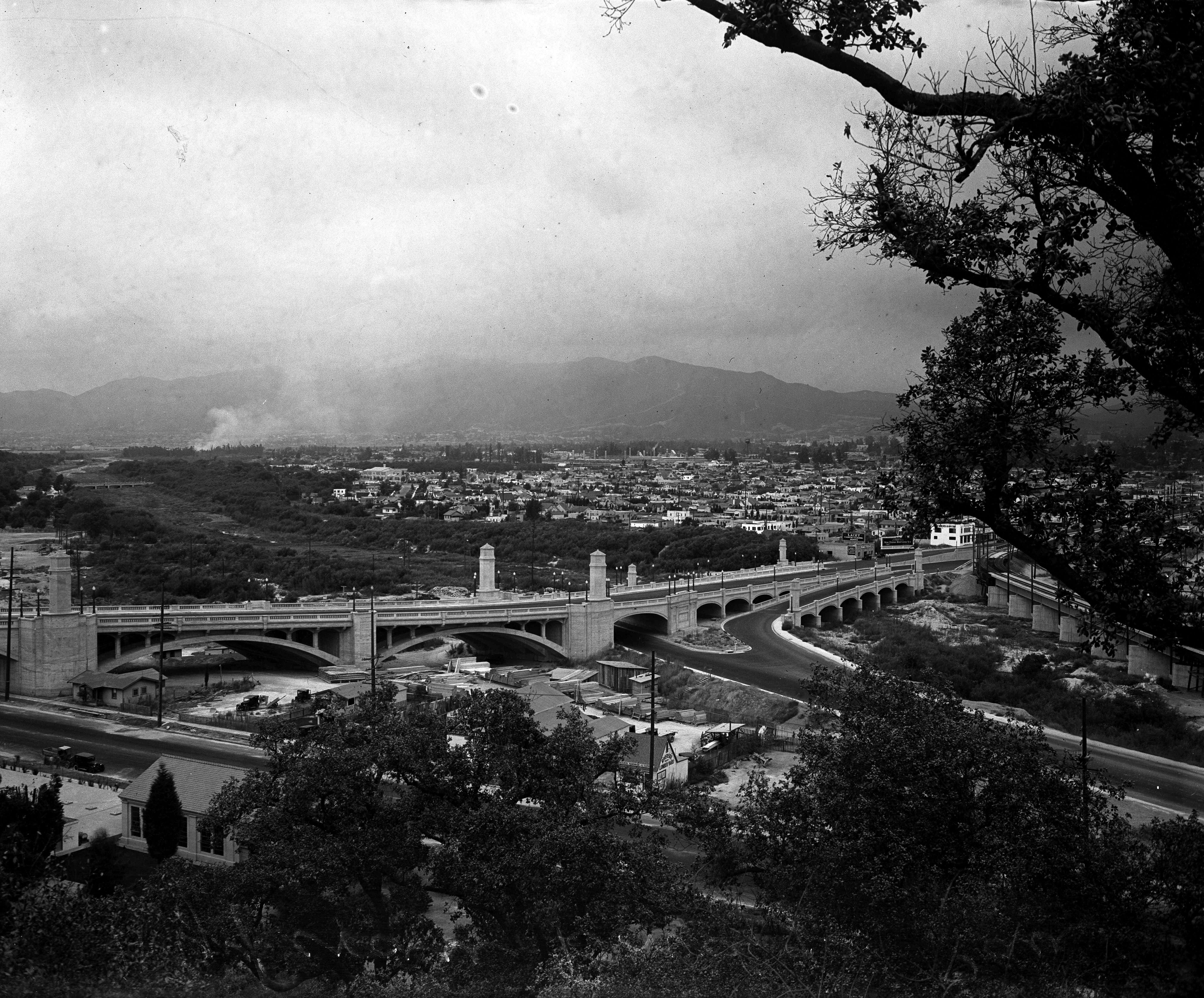
Glendale-Hyperion-Brücke 1927.

1915 wurde der Glendale Boulevard vollendet und Silver Lake durch eine Brücke über den Los Angeles River mit Glendale verbunden.

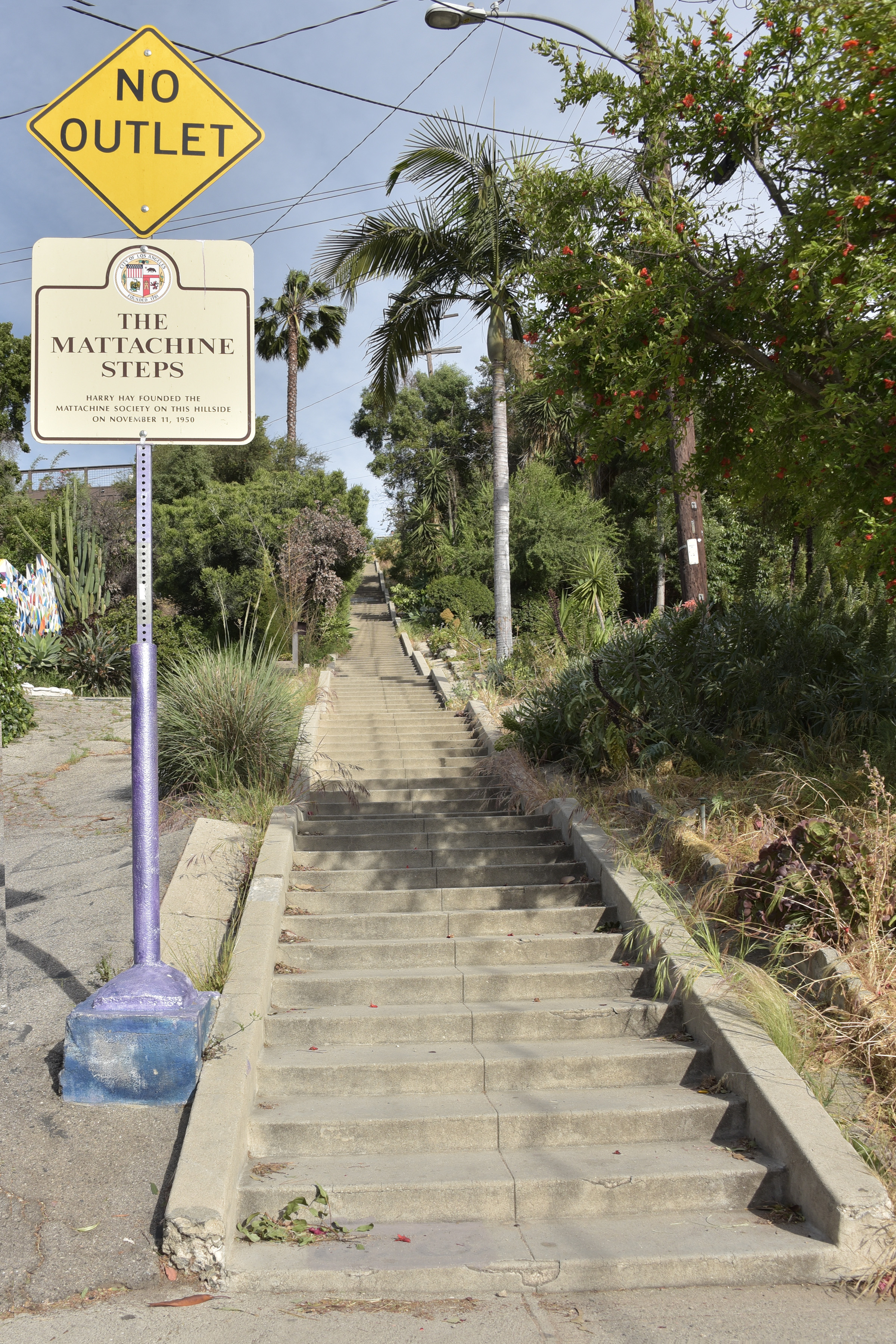
Die Mattachine Steps 2017.

1950 wurde durch Harry Hay in Silver Lake die Mattachine Society gegründet, eine frühe Gruppe, die sich für LGBTQ-Rechte einsetzte. Hay zu Ehren wurde die an seinem Haus vorbeiführende Treppe 2012 Mattachine Steps genannt.
Zwei Jahre vor dem Stonewall-Aufstand in New York fanden vor dem Black Cat in Silver Lake ähnliche Unruhen statt. Am Morgen des Neujahrstages 1967 waren mehrere Männer von der Polizei verhaftet worden, da sie im Lokal Männer geküsst hatten. Es kam in der Folge zu erheblichen Demonstrationen. Die Black Cat Tavern am Sunset Boulevard gilt seither als Monument der Schwulenrechte-Bewegung in Los Angeles.

## Kultur

### Architektur

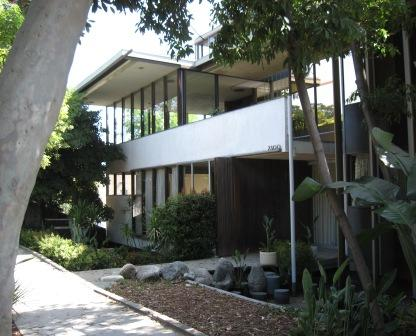
Wohnhaus von Richard Neutra.

Die sehr hügelige Landschaft von Silver Lake ist Heimat von zahlreichen Gebäuden der klassischen Moderne mit Werken von Rudolph Schindler, Richard Neutra und John Lautner. Erwähnenswert sind etwa das Silvertop von John Lautner oder das Wohn- und Arbeitshaus von Richard Neutra. Die architektonischen Juwelen befinden sich vor allem in dem nach dem Stummfilmstar Antonio Moreno benannten Moreno Highlands. Moreno hatte das Gebiet in den 1920ern und den 1930ern zusammen mit seiner Ehefrau Daisy Canfield baulich erschlossen. Es gibt in dem Gebiet aber auch einige bekannte Gebäude, die nicht im Stil der Moderne errichtet wurden. Das 1923 im nichtmodernen Stil errichtete Moreno-Canfield Estate war etwa Drehort für zahlreiche Filme. Die von Paul R. Williams im Colonial Revival Style errichtete Faron-Residenz befindet sich ebenfalls in den Moreno Highlands.

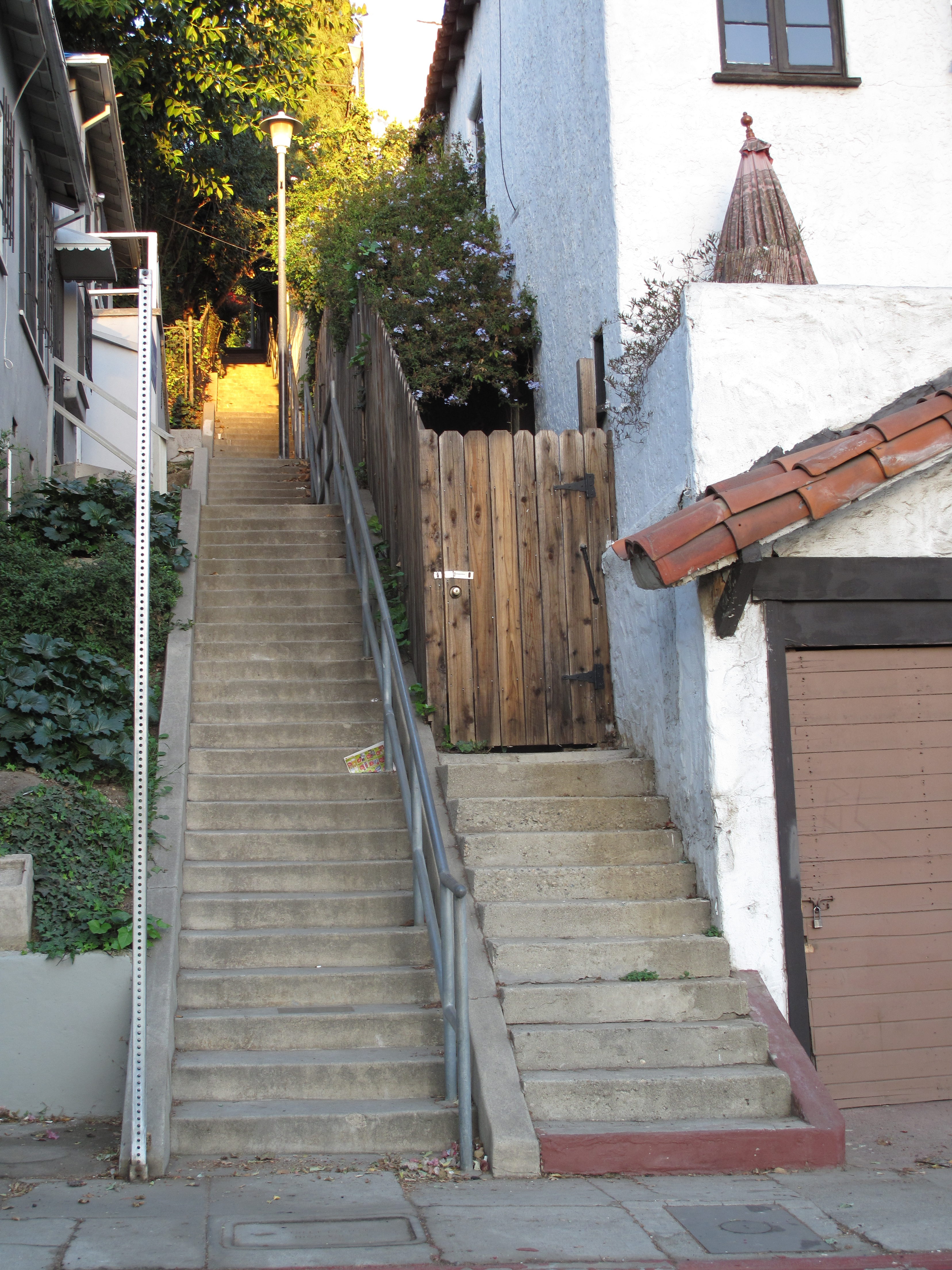
Die Music Box Steps im Jahre 2009.

Die steilen Hügel wurden bei der Erschließung zu Beginn des 20. Jahrhunderts mittels öffentlicher Treppen mit dem durch das Viertel führenden Sunset Boulevard verbunden. Hierdurch wird die Fußläufigkeit des Viertels erheblich gefördert. Zahlreiche Treppen sind mit Malereien unterschiedlicher Künstler verziert. Eine der Treppen in dem Stadtteil ist Schauplatz des 1932 mit dem Oscar ausgezeichneten Kurzfilms The Music Box von Laurel und Hardy. Die von der Vendome Street hinauf zum Descanso Drive führenden 133 Stufen tragen heute den Namen Music Box Steps und sind mit einer Plakette gekennzeichnet. An den Film erinnert auch das jährliche Festival Music Box Steps Day, das im nahen Laurel and Hardy Park zelebriert wird.

### Museen
In Silver Lake befindet sich die Holyland Exhibition, ein kleines historisches Museum, dass die Sammlung von Antonia F. Futterer enthält. Futterer war ein mögliches reales Vorbild für die Figur des Indiana Jones. Er hatte auf der Suche nach der Bundeslade den Nahen Osten bereist. Die fünf Räume der Holyland Exhibition enthält die Sammlung Futterers an antiken Gegenständen, die er von seinen Reisen in biblische Länder mitgebracht hatte.
2014 wurde das Neutra Institute Museum and Gallery in Silver Lake eröffnet. Untergebracht ist es im Neutra Office Building.

## Bildung
In und um Silver Lake bestehen zahlreiche öffentliche und private Schulen. Nennenswert ist das 2001 von Michael Balzary gegründete Silver Lake Conservatory of Music. Das Konservatorium ist heute in einem 2016 umfassend renovierten und für das Konservatorium umgebauten Lagerhaus aus dem Jahre 1931 untergebracht. Anlass für die Gründung des Konservatoriums waren tiefe Einschnitte in den Etat für Musikunterricht an öffentlichen Schulen in Kalifornien.
Die Öffentliche Bibliothek von Los Angeles unterhält an 2411 Glendale Boulevard eine Zweigniederlassung. Das Bibliotheksgebäude ist von Richard Neutras Ästhetik beeinflusst. Das L-förmige Gebäude wurde über einer Park-Ebene errichtet. Die Fassade ist aus Glas und Sandstein gestaltet, um Transparenz zwischen innen und außen zu schaffen. Die Verwendung von 168 Solarzellen auf dem Dach soll zur Umweltfreundlichkeit beitragen. Der Innenhof mit Bänken, die Bücherstapeln nachempfunden wurden, wurde von Mia Lehrer gestaltet. Das 2009 eröffnete Bibliotheksgebäude war das erste der Öffentlichen Bibliothek von Los Angeles, das mit einer automatisierten Buchausleihe versehen war. Die Sammlung umfasst Bücher zur in Silver Lake vertretenen Architektur, aber auch zur Schwulen- und Lesbenszene.

## Politik
Silver Lake gehört zum 28. Wahlbezirk in Kalifornien, der von Adam Schiff im Repräsentantenhaus der Vereinigten Staaten vertreten wird.
Innerhalb Kaliforniens gehört Silver Lake zum 24. Wahlbezirk für Senatswahlen und wird im Senat von Kalifornien durch Senator Kevin de León repräsentiert.
Für Wahlen zum Unterhaus gehört Silver Lake zum 51. Wahlbezirk und wird in der State Assembly durch die Abgeordnete Wendy Carrillo vertreten.
Innerhalb der Stadt Los Angeles gehört Silver Lake zum 13. Wahlbezirk und wird durch Mitch O’Farrell im Stadtrat (City Council) vertreten.
Seit Februar 2003 besteht das Silver Lake Neighborhood Council, das sich um lokale Angelegenheiten der Mitglieder kümmert. Mitglied ist jeder Einwohner, Geschäftsinhaber, jeder der in Silver Lake arbeitet, oder einer Schule oder religiösen Institution in der Nachbarschaft angehört. Um zu wählen oder das passive Wahlrecht zu haben, muss der- oder diejenige 18 sein und registriert sein.